# Варен (Мюриц)
Варен (Мюриц) (нім. Waren (Müritz)) — місто в Німеччині, розташоване в землі Мекленбург-Передня Померанія. Входить до складу району Мекленбургіше-Зенплатте.
Площа — 158,39 км2. Населення становить 21 147 ос. (станом на 31 грудня 2020).

## Географія

### Адміністративний поділ
Місто складається з 9 районів:
- Папенберг
- Альтштадт
- Варен-Ост
- Варен-Норд
- Варен-Вест
- Нессельберг
- Ектаннен
- Камерун
- Вердерзідлунг

## Особи, пов'язані з Вареном
- Зігфрід Міліус (1916—1992) — німецький офіцер, штурмбанфюрер СС. Народився у Варені.